# Cửa khẩu Bình Nghi
Cửa khẩu Bình Nghi là cửa khẩu đường sông tại vùng đất bản Pắc Lạn xã Đào Viên huyện Tràng Định tỉnh Lạng Sơn, Việt Nam .
Cửa khẩu Bình Nghi thông thương sang cửa khẩu Bình Nhi hoặc Bình Nhi Quan (Ping Er Guan) ở trấn Hữu Nghị, thị Bằng Tường, tỉnh Quảng Tây, Trung Quốc .
Cửa khẩu Bình Nghi cách thành phố Cao Bằng 70 km, cách thị trấn Thất Khê 23 km, theo đường thẳng về hướng đông nam. Cửa khẩu ở gần nơi sông Kỳ Cùng chảy ra khỏi đất Việt.

## Hoạt động
Trước đây Cửa khẩu Bình Nghi là cửa khẩu đường sông duy nhất ở phía bắc, tiếp nhận hàng hóa từ các nước xã hội chủ nghĩa viện trợ theo đường sông Kỳ Cùng. Sau đó giao thương sụt giảm .
Từ năm 2000 giao thương phát triển trở lại, cửa khẩu được công nhận địa điểm kiểm tra, tập kết hàng hóa xuất nhập khẩu. Dự án mở rộng và nâng cấp cửa khẩu đang được triển khai.